# 肯尼·麥克沃伊
肯尼斯·麥沃伊（英語：Kenneth McEvoy；1994年9月4日—）是一位愛爾蘭足球運動員。在場上司職中場。他現在效力於Central Midlands Football League球隊南諾曼頓。

## 外部連結
- 足球数据库：肯尼·麥克沃伊的球员统计数据
- Profile （页面存档备份，存于） at UEFA